# エベレット・ティーフォード
エベレット・ジェームズ・ティーフォード（Everett James Teaford, 1984年5月15日 - ）は、アメリカ合衆国ジョージア州フルトン郡アルファレッタ出身の元プロ野球選手（投手）。左投左打。現在は、MLBのシカゴ・ホワイトソックスの投手コーディネイターを務める。

## 経歴

### プロ入りとロイヤルズ時代
2006年のMLBドラフト12巡目（全体347位）でカンザスシティ・ロイヤルズから指名され、プロ入り。この年は傘下のパイオニアリーグのルーキー級アイダホフォールズ・チュカーズでプレーした。
2007年は、A級バーリントン・ビーズでプレーした。
2008年は、A+級ウィルミントン・ブルーロックスでプレーした。
2009年は、AA級ノースウエストアーカンソー・ナチュラルズでプレーした。
2010年は、AAA級オマハ・ロイヤルズでプレーした。
2011年5月16日に同日のクリーブランド・インディアンス戦で3イニング以内で14失点を許して1900年以降の近代野球での球団記録となり大炎上したビン・マザーロに替わってメジャー契約を結んでアクティブ・ロースター入りし、翌17日にメジャーデビューを果たした。8月3日のボルチモア・オリオールズ戦でメジャー初セーブを記録した。最終的に、26試合（先発3試合）に登板した。
2012年は、自身初めて開幕ロースター入りを果たした。
2014年1月29日にカルロス・ペゲーロの加入に伴ってDFAとなり、2月7日にマイナー契約でAAA級オマハ・ストームチェイサーズに降格した。

### LG時代
2014年3月30日にKBOのLGツインズと契約を結んだ。オフに退団した。

### レイズ時代
2015年1月16日にタンパベイ・レイズとマイナー契約を結んだ。4月25日にメジャー契約を結び、アクティブ・ロースター入りした。昇格後は27日のニューヨーク・ヤンキース戦で3番手で登板して2.1回を1失点だった。翌28日にDFAとなり、傘下のAAA級ダーラム・ブルズに配属された。7月4日に再びメジャー契約を結び、3試合にリリーフして計3.1回を無失点に抑えるも8日に再びDFAとなり、以降はシーズン終了までAAA級ダーラムでプレーした。10月5日に自由契約となり、オフはドミニカ共和国のウィンターリーグであるリーガ・デ・ベイスボル・プロフェシオナル・デ・ラ・レプブリカ・ドミニカーナのトロス・デル・エステでプレーしたが、2015年が現役生活最後のシーズンとなった。

### 引退後
2018年シーズンからはシカゴ・ホワイトソックスのクオリティ・コントロールコーチを務める。2019年は投手コーディネイター補佐を務め、2020年からは投手コーディネイターとなる。

## 詳細情報

### 年度別投手成績
| 年 度    | 球 団    | 登 板 | 先 発 | 完 投 | 完 封 | 無 四 球 | 勝 利 | 敗 戦 | セ 丨 ブ | ホ 丨 ル ド | 勝 率 | 打 者 | 投 球 回 | 被 安 打 | 被 本 塁 打 | 与 四 球 | 敬 遠 | 与 死 球 | 奪 三 振 | 暴 投 | ボ 丨 ク | 失 点 | 自 責 点 | 防 御 率 | W H I P |
| -------- | -------- | ----- | ----- | ----- | ----- | -------- | ----- | ----- | -------- | ----------- | ----- | ----- | -------- | -------- | ----------- | -------- | ----- | -------- | -------- | ----- | -------- | ----- | -------- | -------- | ------- |
| 2011     | KC       | 26    | 3     | 0     | 0     | 0        | 2     | 1     | 1        | 1           | .667  | 175   | 44.0     | 36       | 8           | 14       | 0     | 1        | 28       | 2     | 0        | 17    | 16       | 3.27     | 1.14    |
| 2012     | KC       | 18    | 5     | 0     | 0     | 0        | 1     | 4     | 0        | 0           | .200  | 263   | 61.1     | 68       | 11          | 21       | 0     | 2        | 35       | 2     | 1        | 34    | 34       | 4.99     | 1.45    |
| 2013     | KC       | 1     | 0     | 0     | 0     | 0        | 0     | 0     | 0        | 0           | ----  | 3     | 0.2      | 1        | 0           | 0        | 0     | 0        | 0        | 0     | 0        | 0     | 0        | 0.00     | 1.50    |
| 2014     | LG       | 20    | 19    | 0     | 0     | 0        | 5     | 6     | 0        | 0           | .455  | 455   | 99.2     | 105      | 9           | 51       | 2     | 6        | 85       | 2     | 0        | 64    | 58       | 5.24     | 1.57    |
| 2015     | TB       | 4     | 0     | 0     | 0     | 0        | 0     | 0     | 0        | 0           | ----  | 24    | 5.2      | 5        | 0           | 3        | 1     | 1        | 4        | 0     | 0        | 1     | 1        | 1.59     | 1.41    |
| MLB：4年 | MLB：4年 | 49    | 8     | 0     | 0     | 0        | 3     | 5     | 1        | 1           | .375  | 465   | 111.2    | 110      | 19          | 38       | 1     | 4        | 67       | 4     | 1        | 52    | 51       | 4.11     | 1.33    |
| KBO：1年 | KBO：1年 | 20    | 19    | 0     | 0     | 0        | 5     | 6     | 0        | 0           | .455  | 455   | 99.2     | 105      | 9           | 51       | 2     | 6        | 85       | 2     | 0        | 64    | 58       | 5.24     | 1.57    |

### 背番号
- 61（2011年 - 2012年）
- 25（2013年）
- 36（2014年）
- 59（2015年 - 同年4月）
- 50（2015年7月 - 同年終了）